# 라콩다민

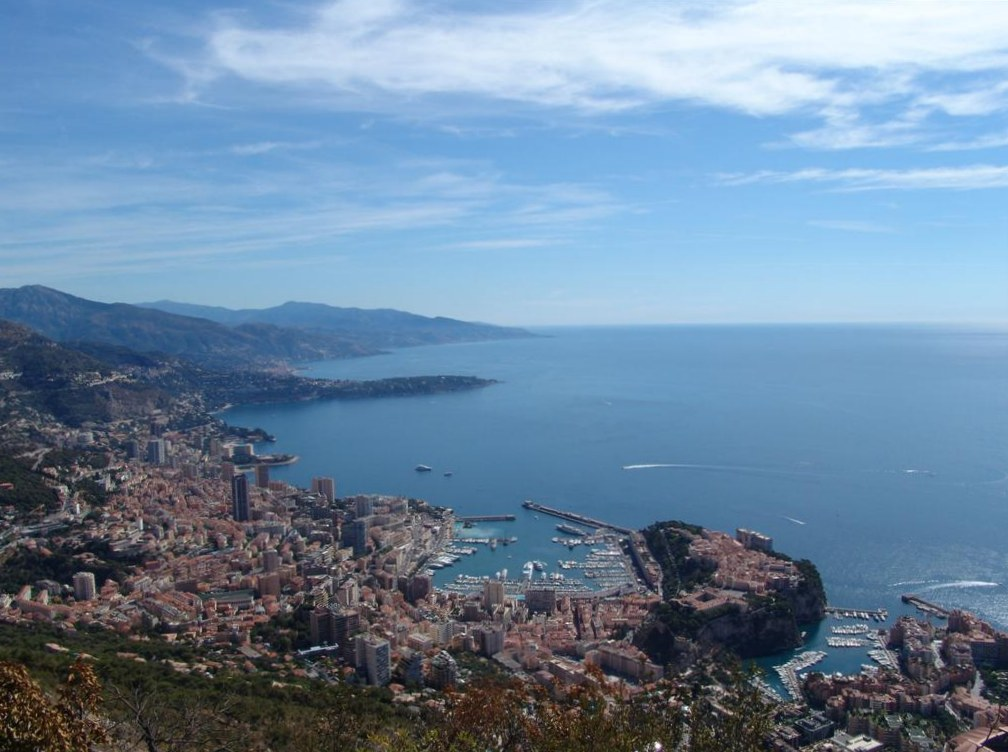
라콩다민

라콩다민(프랑스어: La Condamine)은 모나코에 있는 10개 행정구 가운데 하나로 면적은 0.2372km2(23.72 ha), 인구는 3,847명(2000년 기준)이다. 지중해 연안과 접하며 몬테카를로와 모나코빌 사이에 위치한다. 모나코에서 가장 큰 항만 시설과 상업 지구로 유명하며 모나코에서 가장 큰 항만 시설인 에르퀼레 항(Port Hercules)이 들어서 있다.